# جنبش بوم‌شناختی و زیست‌محیطی
جنبش بوم‌شناختی و زیست‌محیطی (Κίνημα Οικολόγων Περιβαλλοντιστών) حزبی سیاسی در قبرس است. در انتخابات مجلس ۲۰۰۶ حزب ۸ ۱۹۳ رای (۲٪، ۱ کرسی) دریافت کرد.